# 埃默灵
埃默灵（德語：Emmering，發音：[ˈɛməʁɪŋ]）是德国巴伐利亚州上巴伐利亚行政区菲斯滕费尔德布鲁克县的市镇，面积10.95平方千米，2023年12月31日人口为7,068人。